# Пильки
Пи́льки — село в Україні, у Сахновецькій сільській громаді Шепетівського району Хмельницької області. Населення становить 151 особу.

## Історія
У 1906 році село Михнівської волості Ізяславського повіту Волинської губернії. Відстань від повітового міста 15 верст, від волості 9. Дворів 99, мешканців 536.
9 січня 2019 року громада УПЦ МП приєдналася до Української Помісної Церкви.

## Населення

### Мова
Розподіл населення за рідною мовою за даними перепису 2001 року:
| Мова       | Кількість | Відсоток |
| ---------- | --------- | -------- |
| українська | 149       | 98.68%   |
| російська  | 2         | 1.32%    |
| Усього     | 151       | 100%     |